# الدبشي (القفر)

تعديل مصدري - تعديل

الدبشي محلة تابعة لقرية الحمرورة، التابعة لعزلة بني عمر السافل بمديرية القفر إحدى مديريات محافظة إب في الجمهورية اليمنية، بلغ تعداد سكانها 60 حسب تعداد اليمن لعام 2004.